# Luciara
Luciara – miasto i gmina w Brazylii, w stanie Mato Grosso.